# Analogia legis
Analogia legis (z łac. analogia z ustawy od łacińskiego: lex) – analogia z przepisu prawa, w której określa się skutki prawne stanu faktycznego przez prawo nieuregulowanego lub uregulowanego w sposób nienależyty poprzez odwołanie się do przepisu prawa, jaki normuje podobny do niego stan faktyczny.
Dzieli się ona na analogię contra legem, która służy do wypełniania luk contra legem, analogię extra legem, która służy do wypełniania luk extra legem, i analogie intra legem, która służy do wypełniania luk intra legem.
Według jednej z koncepcji jest to argumentacja odwołująca się do założenia o konsekwencji ocen prawodawcy. Opiera się na stwierdzeniu podobieństwa między faktem unormowanym a nieunormowanym. Na tej podstawie następuje wiązanie takich samych skutków prawnych z faktem nieunormowanym, jakie są wiązane przez prawo z faktem unormowanym.
Schemat analogii legis przyjmuje wówczas postać: jeśli obowiązuje norma N1 dotycząca stanu rzeczy S1, która jest wyrażona w tekście prawnym, to odwołując się do założenia o konsekwencji ocen prawodawcy należy wnosić, że obowiązuje też norma N2 niewyrażona w tekście prawnym, ale regulująca stan rzeczy S2 w sposób istotnie podobny do stanu rzeczy S1.
Istnieją kontrowersje dotyczące odróżnienia analogii legis od wykładni funkcjonalnej (celowościowej) i rozszerzającej. Tak według Z. Ziembińskiego analogia legis to szczególny przypadek wykładni funkcjonalnej. Według innych wykładnia rozszerzająca nie może wykraczać poza możliwe znaczenie językowe, intencję prawodawcy (tzw. ratio legis) lub sens objętego nią przepisu tudzież tworzyć prawa, a analogia legis to wszystko czynić może. Od wykładni prawa, w tym rozszerzającej, analogię odróżnia jednak sposób postępowania. W przypadku wykładni prawa celem jest ustalenie właściwego znaczenia tekstu prawnego, a w przypadku analogii ustalenie istnienia istotnego podobieństwa.  
Wraz z analogią iuris oraz argumentum a fortiori i argumentum a contrario  analogia legis jest zaliczana do wnioskowań prawniczych i do tzw. wykładni sensu largo.
Analogia legis, choć służy głównie do wypełniania luk w prawie, może prowadzić też do wyjaśniania i porównywania norm prawnych, będąc wówczas tzw. analogią normo-porównawczą.  
W common law do „wypełniania” spraw jeszcze nierozpoznanych (ang. case of first impression) służy model precedensu z analogii.